# وحشية الشرطة حسب البلد
تقع أحداث من وحشية الشرطة في بلدان عدة حول العالم

## إفريقيا

### أوغندا
قُتل العديد من الأوغنديين في عهد الرئيس عيدي أمين، بمن فيهم الأقليات، وتعرض آخرون للتعذيب.

### جنوب إفريقيا
زادت حوادث وحشية الشرطة بنسبة 312% في الفترة بين عامي 2011 و2012 مقارنة بالفترة بين عامي 2001 و2002، إذ لم تدان إلا حالة واحدة فقط من كل 100 حالة. أُبلغ عن 720 حالة وفاة أثناء الاحتجاز لدى الشرطة بسبب أعمال الشرطة في الفترة بين عامي 2011 و2012.
ارتفعت تكلفة ادعاءات المسؤولية المدنية للغاية في عام 2015، نتيجة لاتهام ضباط الشرطة بارتكاب جرائم مثل الاغتصاب والتعذيب والقتل، لدرجة أنه كان هناك قلق من أن ترهق هذه التكاليف الميزانية الوطنية لخدمة شرطة جنوب إفريقيا. ألقت مفوضة الشرطة آنذاك، ريا فييغا، باللوم على العدد الكبير من الادعاءات «على مناخ مقاضٍ للغاية».
انتشرت وحشية الشرطة في جميع أنحاء سويتو. قُتل ناثانيال جوليوس، البالغ من العمرِ 16 عامًا، في سويتو على يد ضباط الشرطة من مركز شرطة إل دورادو. كان ناثانيال صبيًا مصابًا بمتلازمة داون، وأُطلق النار عليه لعدم استجابته لِنداء ضابط الشرطة. لم يكن هذا الفعل مبررًا، إذ لم يكن ناثانيال يحمل أي سلاح وكان يمشي من المتجر فقط بعد شراء البسكويت. اُعتُقل ضابطا شرطة بتهمة القتل في موت جوليوس، بعد احتجاجات حاشدة في المنطقة ضد هذا الفعل. تُوجَّه الاتهامات عادةً لشرطة جنوب إفريقيا باستخدام القوة المفرطة، إذ نُسب عشرة وفيات إلى الشرطة في نفس العام (2020).

### إثيوبيا
تُمارس وحشية الشرطة في إثيوبيا تحت سلطة الشرطة الفيدرالية الإثيوبية، وهي المسؤولة عن حماية القانون المدني والالتزام بدستور البلاد بموجب الإعلان 2000 أو 2003 أو 2011. نشر الالتزام المزدوج لتعزيز القانون بموجب لائحة إدارة ضباط الشرطة الفيدرالية لعام 2012، الذي ينص على ضرورة احترام كل ضابط شرطة لتعليمات حقوق الإنسان الدولية والمسؤولية القانونية.

### مصر
لعبت وحشية الشرطة دورًا كبيرًا في ثورة 25 يناير المصرية ومقتل خالد سعيد، على الرغم من أنه لم يتغير الكثير منذ ذلك الحين. كان «تطهير وزارة الداخلية» من ممارسات القمع والتعذيب إحدى «المطالب» التي قرر الناس النزول إلى الشوارع من أجلها في مصر. بقيت امرأة في مصر- بعد ستة أشهر من الإبلاغ عن جريمة الاغتصاب الجماعي- تسعى إلى تحقيق العدالة ليس فقط لنفسها، ولكن أيضًا لأولئك الذين كانوا شهودًا لصالحها وسُجنوا وعُذبوا في الحبس الاحتياطي. أدى التمنع عن التحقيق في قضية اغتصاب فندق فيرمونت عام 2014 إلى وضع السلطات المصرية تحت الإدانة، فقد تعرض الشهود الرئيسيون في القضية لاختبارات المخدرات واختبارات العذرية والتشهير العلني، بينما عانت عائلاتهم من الصدمة.

## آسيا

### بنغلادش
نظم طلاب من جامعة دكا وكلية الطب في دكا مظاهرة للاحتجاج على قرار جعل اللغة الأردية لغة الدولة الوحيدة، في 21 فبراير 1952، في دكا، التي كانت آنذاك جزءًا من شرق باكستان. تجمع الطلاب بسلام رغم فرض المادة 144 التي تحظر التجمعات العامة، إلا أن الشرطة تلقت أوامر بتفريق الحشد. أدى ذلك إلى استخدام الغاز المسيل للدموع وأخيرًا الذخيرة الحية ضد الطلاب العزل. أسفرت الحملة القمعية عن مقتل عدد من الطلاب، من بينهم عبد الجبار، ورفيق الدين أحمد، وأبو البركات، وعبد السلام.
قُتل رجل يُدعى شميم ريجا على يد الشرطة في مركز شرطة سونارجاون في مايو 2017. ادعى والد الضحية أن ابنه تعرض للتعذيب في مركز الشرطة، إذ أرادت الشرطة مبلغ 600 ألف تاكا بنغلاديشي. أجرت الشرطة تحقيقًا ووجدوا أن الضباط المسؤولين أروب توروفار، إس آي بالتو غوش، وأيه إس بي أوتام براشاد مذنبين بالتهم الموجهة إليهم.
ألقت قوات الشرطة القبض على مئات المتظاهرين المناهضين لشركة صداقة بنغلاديش والهند للطاقة باستخدام القوة المفرطة في 26 يناير 2017، في شاهباغ في بنغلاديش. تعرض المتظاهرون للضرب من قبل ضباط الشرطة واستُخدمت ضدّهم خراطيم المياه والغاز المسيل للدموع والهراوات.

### الصين
شهدت الصين على مر التاريخ أعمال شغب واحتجاجات ذات دوافع سياسية، لا سيما مظاهرات ساحة تيانانمن عام 1989. عارضت جمعيات مثل فالون غونغ الحزب الشيوعي الصيني، والتي فرقتها شرطة مكافحة الشغب. استطاع المحتجون الصينيون تسيير حشد جماعي قوي باستخدام وسائل التواصل الاجتماعي والاتصال الجماهيري غير الرسمي مثل تويتر ونظيره الصيني ويبو.
زادت الاحتجاجات في شنتيانغ في مقاطعة كانتون (قوانجتشو)على مزاعم الفساد وسوء استعمال السلطة بشكل ملحوظ في البلاد، وقد أثارت هذه الاحتجاجات استياءً كبيرًا داخل الحزب الشيوعي الصيني، وكان مصدر قلق رئيسي للأمين العام وقتها، شي جين بينغ. تشتهر منطقة شنتيانغ بأنها مركزٌ مهمٌ لصناعة النسيج، إذ تجتذب آلاف العمال من جميع أنحاء البلاد، وقد تفجرت الاحتجاجات بسبب شكوى بتعرض عاملة مهاجرة حامل لسوء المعاملة. استخدم المحتجون في 20 فبراير موقعًا على الإنترنت لحث المشاركين على عدم رفع المزيد من الشعارات المناهضة للحكومة، بل الخروج لتمشية هادئة في الأماكن التي اختاروها لاستمرار الاحتجاج. أبدت الشرطة رد فعل وحشي، فركبت السلطات حواجز معدنية مموجة أمام المطعم ومنزل المعارض الحائز على جائزة نوبل للسلام، ليو شياوبو. ذهب المئات من ضباط الأمن ذوي الزي الرسمي والملابس المدنية والمتطوعين ذوي الشارات الحمراء للتمركز الاستباقي في شارع وانغفوجينغ، ما أدى إلى تعطيل العمل المنتظم للمحلات التجارية.

### مقاطعة هونغ كونغ
شهدت احتجاجات هونغ كونغ عام 2014 حالات عديدة من وحشية الشرطة. قُبض على سبعة من ضباط الشرطة ظهروا في مقطع فيديو وهم يركلون ويضربون ناشطًا سياسيًا بارزًا كان مكبل اليدين. وُثقت مئات الحوادث التي ضربت فيها الشرطة المارة بالهراوات. تُظهر الصور التي نُشرت على التلفزيون المحلي ووسائل التواصل الاجتماعي المتظاهرين وهم يُجرون خلف خطوط الشرطة، ويطوقهم ضباط الشرطة لحجب رؤية المتفرجين، وفي بعض الحالات، يظهرون مرة أخرى بإصابات واضحة. حُكم على ضابط الشرطة المتقاعد فرانكلي تشو كينغ واي بالسجن لمدة ثلاثة أشهر بتهمة التسبب في أذى جسدي خطير.
زادت شكاوى وحشية الشرطة بشكل كبير خلال احتجاجات هونغ كونغ 2019-2020 التي حظيت بتغطية دولية واسعة وحطمت الأرقام القياسية السابقة للشكاوى.
شملت الحالات التي أثارت غضبًا لجوء الشرطة إلى تشويه المتظاهرين وإطلاق النار عمدًا على رؤوسهم برصاصات مطاطية، وإلقاء قنابل الغاز المسيل للدموع بسرعة على حشد محاصر، وقد أصيب العديد بجروح خطيرة. يتهم العديد من سكان هونغ كونغ الشرطة بمحاولة قتل المتظاهرين لثني الناس عن ممارسة حريتهم في التعبير.
أصدرت منظمة العفو الدولية تقريرًا في 21 يونيو 2019 تدين فيه دور شرطة هونغ كونغ في احتجاجات 12 يونيو التي انتهت بإراقة الدماء.
استمرت عدة صراعات في الشوارع في هونغ كونغ طوال شهر يوليو 2019، وجرى تصوير ضرب الشرطة للصحفيين بالهراوات لعرقلة تقاريرهم المباشرة.
اقتحم أكثر من 200 شرطي مكافحة أعمال الشغب محطة مترو الأمير إدوارد في ليلة 31 أغسطس 2019، وهاجموا مشتبهين داخل عربة قطار على خط تسوين وان باستخدام الهراوات ورذاذ الفلفل، وأصيب العديد من المشتبهين بجروح في الرأس. ارتبطت عدة حالات من العنف الجنسي و «الاختفاء» والوفيات الناجمة عن السقوط بشكل مباشر مع وحشية شرطة هونغ كونغ بناءً على ادعاءات متعددة، حتى نوفمبر 2019، ووقعت أيضًا اعتداءات مكثفة على الحرم الجامعي والشارع مع تدهور الوضع في المدينة بشكل ملحوظ.